# LaDonna Tamakawastewin Allard
LaDonna Tamakawastewin Allard, també coneguda com a LaDonna Brave Bull Allard, (Fort Yates, 8 de juny de 1956 - Fort Yates, 10 d'abril de 2021) va ser una historiadora i ambientòloga ameríndia dakota i lakota, considerada la matriarca del moviment protector de l'aigua. L'abril de 2016 va ser una de les fundadores dels camps de resistència de les protestes contra l'oleoducte Dakota Access, per tal d'aturar la construcció d'una canonada de grans dimensions a prop de la reserva ameríndia de Standing Rock, a Dakota del Nord.

## Primers anys de vida
Allard va néixer el 8 de juny de 1956 a localitat de Fort Yates, a l'estat de Dakota del Nord, com a filla de Valerie Lovejoy i Frank Brave Bull. La seva família és Iháŋkthuŋwaŋ, Pabaska (Cuthead) i Sisseton Dakota per part de pare i Hunkpapa, Lakota Blackfoot i Oglala lakota per part de mare. Va ser una de les descendents del cap Rain-in-the-face, que va lluitar contra George Custer a la batalla de Greasy Grass. També va ser descendent d'Oyate Tawa, una de les 38 persones de Dakota penjades en l'execució massiva més gran de la història dels EUA a Mankato, Minnesota, i de Nape Hote Win (Mary Big Moccasin), una supervivent de la massacre de Whitestone. Va ser membre inscrita de la tribu sioux Standing Rock.
Va passar bona part dels seus anys de joventut amb les seves àvies Alice West i Eva Kuntz. Quan era nena, treia l'aigua potable per a la seva família a cavall des del riu Cannonball (en lakota: Íŋyaŋwakağapi Wakpá; "riu que fabrica les pedres sagrades"). A la seva confluència amb el riu Missouri, hi havia un remolí que creava grans formacions esfèriques de gres, conegudes com a pedres sagrades. Als anys 1950, aquest lloc sagrat va ser destruït quan el Cos d'Enginyers de l'Exèrcit dels Estats Units va dragar la desembocadura del riu Cannonball quan acabaven la presa d'Oahe. La presa va inundar la terra d'Allard, juntament amb 160.000 acres de la reserva Standing Rock i 300.000 acres de la reserva del riu Cheyenne. La seva família es va trobar entre nombroses comunitats tribals al llarg del riu Missouri que es van veure obligades a traslladar-se a nous llocs de les planes sobre la vall del riu.
Allard va assistir al Standing Rock Community College i al Black Hills State College i, més tard, es va llicenciar en Història a la Universitat de Dakota del Nord.

## Carrera
Després de la universitat, va treballar per a la tribu Standing Rock com a planificador de recursos culturals. Més tard, va ajudar a crear l'Oficina de Turisme i Preservació Històrica Tribal de Standing Rock, on va contribuir a l'establiment del Standing Rock Scenic Byway, que passa per molts llocs històrics, inclòs el lloc on va ser assassinat Bou Assegut. També va ajudar a supervisar les millores del lloc de la tomba de Bou Assegut, a Fort Yates, després que l'any 2007 el terreny va ser retornat a la tribu Standing Rock.
Com a historiadora va treballar amb moltes institucions per documentar la genealogia, les narracions i la cultura indígenes. El 2009, va ajudar a coordinar Wiyohpiyata: Lakota Images of the Contested West, una exposició al Museu Peabody d'arqueologia i etnologia de la Universitat Harvard. El 2019 es va convertir en representant oficial dels Pobles Indígenes al Consell Econòmic i Social de l'ONU. El 2020 va aparèixer al documental de PBS Zitkála-Šá: Trailblazing American Indian Composer and Writer. Alguns dels seus extensos treballs de genealogia tribal es poden veure en un lloc web d'història anomenat American Tribes.

## Activisme
El primer camp de resistència de les protestes contra l'oleoducte Dakota Access, el campament Pedra Sagrada, es va establir a la terra de la família d'Allard, a la confluència del riu Cannonball i el riu Missouri. Inicialment, els camps de resistència van ser bastant reduïts però van anar creixent de manera exponencial després de publicar a xarxes socials una petició emocional de cooperació i ajuda.
Aquestes protestes van intentar aturar la construcció del conducte Dakota Access perquè travessava terres protegides pel Tractat de Fort Laramie (1851), amenaçava llocs sagrats històrics i corria sota el pantà del llac Oahe, la font d'aigua potable de la tribu Standing Rock. Durant la construcció del gasoducte, els treballadors van construir sobre els cementiris i altres jaciments arqueològics identificats per Allard la resta de personal de l'Oficina de Turisme i Preservació Històrica Tribal de Standing Rock. El moviment va reunir milers de persones per a formar l'aliança intertribal més gran del continent americà en segles, amb més de 200 nacions tribals representades.
Després d'anys de resistència i protesta, el 6 de juny de 2020 els organitzadors indígenes de la tribu Standing Rock van obtenir una victòria legal, quan un jutge federal va ordenar al consorci Dakota Access LLC, propietari del gasoducte, controlat per Energy Transfer Partners (fundador i CEO Kelcy Warren), que aturés les operacions i buidés les seves canonades de tot el petroli a l'espera d'una revisió ambiental que pot trigar un any. El tribunal va exposar que el Cos d'Enginyers de l'Exèrcit dels Estats Units va violar la legislació ambiental nacional quan va concedir una servitud per a la transferència d'energia per construir i operar sota el llac Oahe perquè no va produir una declaració d'impacte ambiental adequada.

## Premis i nominacions
Allard va rebre molts reconeixements pel seu treball de moviment. El 2017 va aparèixer a la llista de Persones amb poder del Club Sierra i va representar al moviment protector de l'aigua per a rebre el premi Laureate Humanities de la Universitat DePaul. També va aparèixer com a finalista del Premi Desobediència del del MIT i va rebre el premi Rebel de l'any, atorgat per Conservation Colorado. El 2019 va rebre el premi Pax Natura i el premi William Sloane Coffin Jr. Peacemaker.

## Mort
El 2020, li van diagnosticar glioblastoma multiforme, un càncer agressiu al cervell i se la va sotmetre a cirurgia cerebral. El 10 d'abril de 2021, la família va anunciar la seva mort a Fort Yates, Dakota del Nord. Va ser precedida per la mort del seu fill, Philip Levon Hurkes, el 2009 i del seu marit, Miles Dennis Allard, el 2018.
Després de morir, la representant de l'Estat de Dakota del Nord, Ruth Buffalo, va manifestar que «El seu coratge era contagiós i inspirador. Coneixia molt l'extensa història de la terra i treballava per preservar la nostra història i els llocs sagrats». Per altra banda, segons la senadora de l'estat de Dakota del Sud, Red Dawn Foster, «va inspirar el món amb el seu amor per l'aigua, la terra, la gent i l'amor que compartia amb el seu marit Miles».